# Kein Hüsung
Kein Hüsung ist eine deutsche Literaturverfilmung der DEFA von Artur Pohl aus dem Jahr 1954. Sie beruht auf der gleichnamigen Verserzählung von Fritz Reuter.

## Handlung
Das Jahr 1847 in Mecklenburg: Viele Jahre hat Johann dem Baron bereits als Tagelöhner gedient. Er liebt Mariken, die ein Kind von ihm erwartet, kann sie jedoch nicht heiraten, weil er kein Hüsung, also vom Baron kein Wohnrecht auf dessen Land hat. Trotz seiner Dienste verweigert ihm der Baron das Hüsung, als er erfährt, dass Mariken Johanns Frau werden soll. Mariken gesteht Johann, dass sie sich einst dem Baron verweigert hat und sie ihm seither verhasst ist. Als Mariken wiederum die Baronin um Hüsung bittet, reagiert diese empört auf Marikens voreheliche Schwangerschaft und jagt sie davon. Mariken hat Selbstmordgedanken, die Johann ihr jedoch vertreiben kann. Lieber will er mit ihr fortgehen.
Als Marikens Vater Brand schwer erkrankt, erlaubt der Baron nicht, einen Arzt zu holen. Als eines seiner Pferde erkrankt, wird sofort nach einem Viehdoktor geschickt. Als Vater Brand stirbt, untersagt der Baron den Bauern, an seiner Beerdigung teilzunehmen, weil sie auf seinen Feldern die Rüben ernten sollen. Als Johann wenig später den Stall des Barons ausmistet, führt er wütend Selbstgespräche, in denen er sich über die Ungerechtigkeit der Welt allgemein und die des Barons speziell beklagt. Als der Baron unbemerkt hinzutritt, kommt es zur Konfrontation. Nachdem der Baron Johann mit einer Peitsche geschlagen hat, ersticht Johann den Baron mit seiner Mistgabel. Der Verwalter Oll Daniel verhilft Johann zur Flucht und versorgt ihn kurze Zeit später mit Geld und Essen. Johann flieht außer Landes und die anderen Bauern verraten ihn nicht.
Zu Weihnachten bringt Mariken das Kind auf die Welt. Sie lebt, unterstützt von den Bauern, in ihrem Elternhaus. Als ihr mitgeteilt wird, dass sie in Kürze auf einem Nachbarhof arbeiten soll, stimmt sie zu. Sie verweigert sich erst, als sie hört, dass sie ihr Kind weggeben soll. Die Baronin, zu der Mariken in einer kalten Winternacht mit ihrem Sohn eilt, versagt ihr und ihrem „Mörderkind“ jede Hilfe. Auf dem Rückweg vom Gut bricht Mariken mit ihrem Baby im Arm am Wegesrand zusammen. Am nächsten Morgen findet Oll Daniel die tote Mariken. Ihr Kind hat überlebt.
Zehn Jahre später kehrt Johann ins Dorf zurück. Er ist die letzten Jahre auf Wanderschaft gewesen, hat die Revolution 1848 miterlebt und die Bauern zum Aufbegehren gebracht. Er holt seinen Sohn ab, mit dem zusammen er weiterziehen will. Auch der in die Jahre gekommene Oll Daniel, der den Jungen großgezogen hat, soll mit den beiden kommen, entscheidet sich jedoch, sein Hüsung zu beanspruchen – im Himmel bei Mariken.

## Produktion
Bereits 1952 hatte Hans-Georg Rudolph mit der Verfilmung von Kein Hüsung begonnen. Das Drehbuch stammte ebenfalls von Ehm Welk, die Hauptdarsteller waren Robert Zimmerling (Johann) und Liane Croon (Mariken). 
Die Neuverfilmung entstand im Studio Babelsberg mit Außenaufnahmen aus Güstrow, Waren, Stavenhagen und Rostock. Die Filmbauten stammen von Oskar Pietsch. Adelheid Krüger und Harry Studt waren Produktionsleiter.
Der Film betonte das revolutionäre Element und wich dabei von der zugrundeliegenden Verserzählung ab – am Ende sollte es zu einem Bauernaufstand kommen, bei dem Johann den Baron tötet. Nach ersten abgedrehten Szenen wurde die Arbeit am Film jedoch im Dezember 1952 abgebrochen, da der Film zu episch angelegt sei und Kameraarbeit und Schauspieler nicht überzeugten. Die Szenen des ersten Verfilmungsversuchs der DEFA gelten als vernichtet.
Im Folgejahr griff Arthur Pohl – welcher laut Ralf Schenk „mit seinem Hang zur gediegenen Literaturadaption … bei der DEFA als eine ‚sichere Bank‘“ galt – den Stoff wieder auf. Die Hauptfiguren wurden nun durch das spätere Schauspieler-Ehepaar Eva Kotthaus (Mariken) und Rudolf Krieg (Johann) verkörpert. Der Film, der sich enger an die Literaturvorlage hält, wurde von 1953 bis 1954 gedreht und erlebte am 29. April 1954 im Berliner Kino Babylon und im DEFA-Filmtheater Kastanienallee seine Premiere. Am folgenden Tag kam er in die Kinos der DDR und lief am 14. Mai 1954 erstmals im offiziellen Versuchsprogramm des Fernsehzentrums Berlin. Im Juli 1954 war er bei den Internationalen Filmfestspielen Locarno und bei den Internationalen Filmfestspielen Karlsbad zu sehen.

## Kritik
Die Weltbühne kritisierte am Film die typisierte und schablonenhafte Zeichnung der Charaktere, deren Handeln ebenso schablonenhaft erfolge. Der Spiegel schrieb: „Ehm Welk wies überzeugend nach, daß die Liebe immer noch das Brot der Armen ist und offerierte dann als volkserotisches Filmsujet die plattdeutsche Ballade ‚Kein Hüsung‘ von Fritz Reuter. Zusammen mit seiner auch schriftstellernden Ehefrau Agathe, geborene Lindner, machte Ehm Welk aus der Reuter-Dichtung einen saftigen Defa-Volltreffer.“
Der film-dienst nannte Kein Hüsung „künstlerisch bedeutsam und trotz gelegentlicher Übersteigerung überzeugend.“ Cinema schrieb zum Film: „Fazit: Kritischer Blick auf menschenunwürdige Verhältnisse“.
Der Interministerielle Ausschuß für Ost-West-Filmfragen verbot die Aufführung in der Bundesrepublik Deutschland.